# Hesperiphona abeillei
El pepitero encapuchado (Hesperiphona abeillei), también conocido como picogordo encapuchado o picogrueso encapuchado, es una especie de ave paseriforme de la familia Fringillidae nativa de El Salvador, Guatemala y México.
Su hábitat natural consiste de bosque húmedo montano tropical. También se encuentra en áreas cultivadas y zonas urbanas.

## Subespecies
Se distinguen las siguientes subespecies:
- Coccothraustes abeillei abeillei (Lesson, 1839)
- Coccothraustes abeillei cobanensis (Nelson, 1928)
- Coccothraustes abeillei pallidus (Nelson, 1928)
- Coccothraustes abeillei saturatus (Sutton & Burleigh, 1939)